# Acetaldehyddietylacetal

Strukturformel för acetaldehyddietylacetal.

Acetaldehyddietylacetal (kallas även acetal) eller 1,1-dietoxietan är en kemisk förening med summaformeln C6H14O2, som ingår i gruppen acetaler. Ämnet är en färglös vätska med angenäm doft, som är begränsat lösligt i vatten och har hög löslighet i organiska lösningsmedel.

## Förekomst och användning
Acetaldehyddietylacetal bildas i liten mängd när alkohol får reagera med syre, och finns i liten mängd i många spritdrycker.
Ämnet har använts som anestetika och sömnmedel.